# Maniliz Segarra
Maniliz Segarra Vásquez (ur. 27 lutego 1966) – portorykańska judoczka. Olimpijka z Barcelony 1992, gdzie zajęła osiemnaste miejsce w wadze lekkiej.
Uczestniczka mistrzostw świata w 1986 i 1991. Brązowa medalistka igrzysk panamerykańskich w 1991. Wicemistrzyni igrzysk Ameryki Środkowej i Karaibów w 1986. Zdobyła trzy medale na mistrzostwach panamerykańskich w latach 1986 - 1992.

## Letnie Igrzyska Olimpijskie 1992
| Konkurencja | Eliminacje           | Klas. końcowa |
| Konkurencja | Przeciwnik I         | Miejsce       |
| ----------- | -------------------- | ------------- |
| 56 kg       | Kate Donahoo (USA) P | 18.           |